# Соломія Цьорох
Соломія Цьорох ЧСВВ (хресне ім'я Стефанія; 6 червня 1894, Колбаєвичі — 9 жовтня 1955, Львів) — українська монахиня василіянка, педагог, доктор філософії, авторка монографії «Погляд на історію і виховну діяльність монахинь василіянок».

## Життєпис
Стефанія Цьорох народилася 6 червня 1894 року в селі Колбаєвичі Самбірського повіту в сім'ї Іван Цьороха і його дружини Петрунелі з дому Турянська. Крім Стефанії в сім'ї було дев'ятеро дітей: п'ятеро хлопців і 4 дівчини. Її брат Ілля Цьорох (1880—1942) — композитор, хормейстер та поет, дотримувався москвофільських поглядів, проживав у США.
Була монахинею монастиря св. Макрини у Львові. У вересні 1917 року разом із м. Вірою Слободян їздила до Берліна, щоб познайомитися із новими методами ведення дитячих сиротинців. У 1922—1924 роках була управителькою вселюдної школи, що діяла при монастирі; у січні-жовтні 1924 року — директор учительської дівочої семінарії. Викладала історію, географію та педагогічні предмети.
Вивчала педагогіку і філософію у Львівському університеті, де здобула докторський ступінь з філософії в галузі педагогіки (захист відбувся 6 травня 1932 року). У 1934 році видала у Львові монографію «Погляд на історію і виховну діяльність монахинь василіянок» (254 с.). Через 30 років книгу перевидано в Римі.

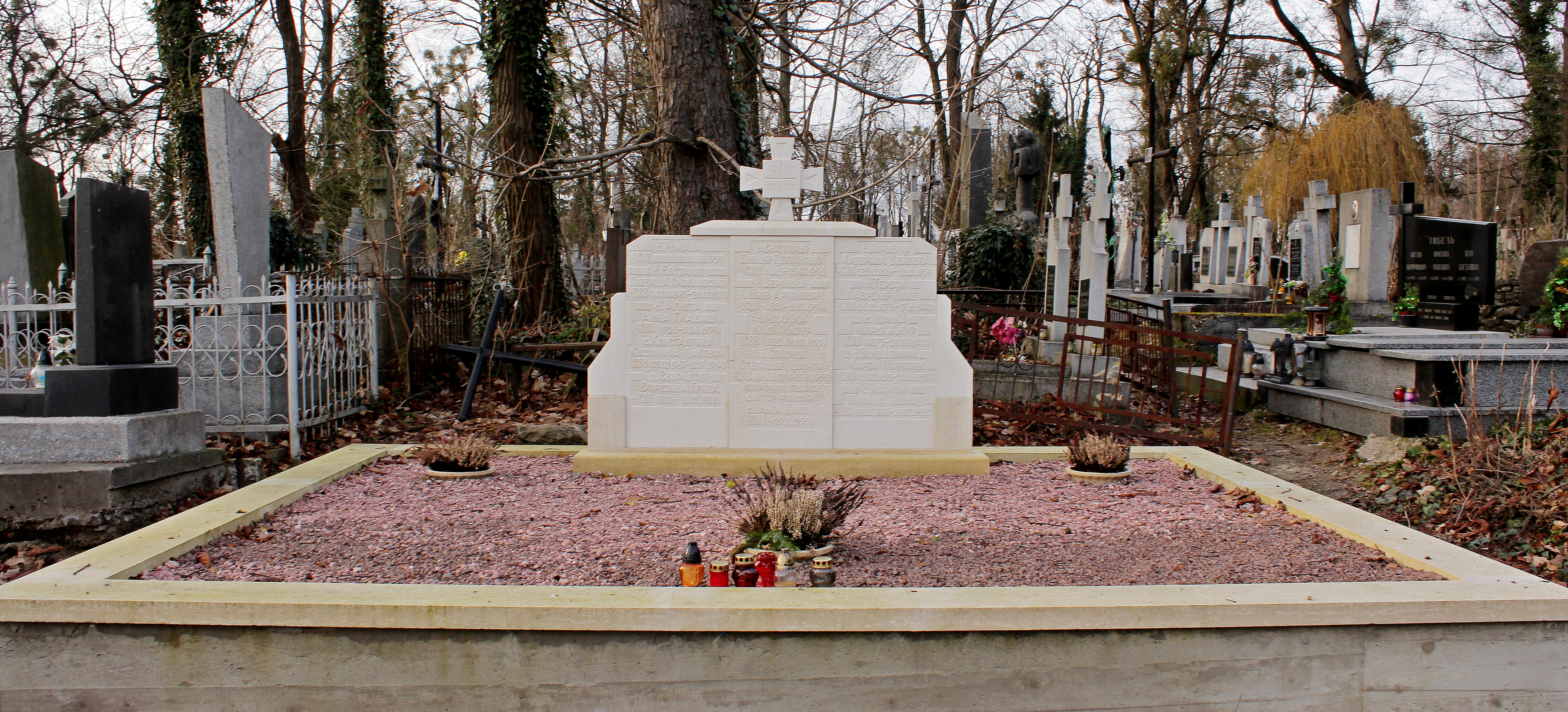

Померла 9 жовтня 1955 року у Львові, похована на 4 полі  Янівського  цвинтаря.

## Вшанування пам'яті
У Львові діє науково-дослідницький центр імені Соломії Цьорох, координатором якого є історик Олег Дух.